# 8-й гвардейский пушечный артиллерийский полк
8-й гвардейский пушечный артиллерийский Любанский Краснознамённый полк, он же 8-й гвардейский армейский пушечный артиллерийский Любанский Краснознамённый полк — воинская часть Вооружённых Сил СССР в годы Великой Отечественной войны.
Условное наименование — войсковая часть полевая почта (в/ч пп) № 72452.
Сокращённое наименование — 8 гв. пап.

## История формирования
Полк начал своё формирование 25 апреля 1941 года в городе Кинешма Ивановской области Московского военного округа как 718-й гаубичный артиллерийский полк. 13 июля 1941 года, распоряжением Московского военного округа № 11595, полк был переформирован в 837-й лёгкий артиллерийский полк. 18 июля 1941 года распоряжением штаба МВО № 11876 полк был реорганизован в 881-й корпусной артиллерийский полк Артиллерии резерва Главного командования.
Приказом Народного комиссара обороны СССР № 18 от 24 января 1942 года 881-й артиллерийский полк преобразован в 8-й гвардейский пушечный артиллерийский полк, в составе 4-й армии Волховского фронта.
На вооружение полка состояли 152-миллиметровые гаубицы образца 1938 года. Тягу полка составляли тракторы ЧТЗ-65.

## Участие в боевых действиях
Период вхождения в действующую армию: с 24 января 1942 года по 9 мая 1945 года.
К моменту преобразования полка в распоряжении 4-й армии близ Киришей остался только 3-й дивизион, два других были направлены в 59-ю армию и поддерживают её огнём в район Спасской Полисти. Полк объединился только в августе 1942 года в составе 4-й армии, но вскоре был передан в 8-ю армию, принимает участие в Синявинской операции. В ходе операции несёт немалые потери близ Синявино в личном составе, вооружении и технике, за первую декаду сентября 1942 года только убитыми потерял 35 человек. В октябре 1942 года полк был возвращён в 4-ю армию и действует вместе с ней близ Киришского плацдарма.
В феврале 1942 года направлен на усиление в 54-й армии в район Погостья, принимает участие в Красноборско-Смердынской операции. По её окончании переподчинён 8-й армии, базируется восточнее станции Назия, поддерживает войска армии в ходе Мгинско-Шапкинской операции.
В августе 1943 года, базируясь юго-западнее Рабочего посёлка № 8, участвует в Мгинской операции. В сентябре 1943 года дислоцируется близ Лодвы. С января 1944 года принимает участие в Ленинградско-Новгородской операции, поддерживая войска 8-й армии в её наступлении на Любань, отличился при взятии города.
В марте 1944 года переброшен на Карельский перешеек. Дислоцируется у деревни Чёрная речка. С июня 1944 года принимает участие в Выборгской операции. До сентября 1944 года находится в районе Выборга, после подписания перемирия с Финляндией остаётся на границе до конца войны.

## Подчинение
| Подчинение      | Подчинение                                                 | Подчинение        | Подчинение | Подчинение | Подчинение                             |
| Дата            | Фронт (военный округ)                                      | Армия             | Корпус     | Дивизия    | Примечания                             |
| --------------- | ---------------------------------------------------------- | ----------------- | ---------- | ---------- | -------------------------------------- |
| 01.02.1942 года | Волховский фронт                                           | 59-я армия        | -          | -          | без 3-го дивизиона в составе 4-й армии |
| 01.03.1942 года | Волховский фронт                                           | 59-я армия        | -          | -          | без 3-го дивизиона в составе 4-й армии |
| 01.04.1942 года | Волховский фронт                                           | 59-я армия        | -          | -          | без 3-го дивизиона в составе 4-й армии |
| 01.05.1942 года | Ленинградский фронт (Группа войск Волховского направления) | 59-я армия        | -          | -          | без 3-го дивизиона в составе 4-й армии |
| 01.06.1942 года | Ленинградский фронт (Волховская группа войск)              | 59-я армия        | -          | -          | без 3-го дивизиона в составе 4-й армии |
| 01.07.1942 года | Волховский фронт                                           | 59-я армия        | -          | -          | без 3-го дивизиона в составе 4-й армии |
| 01.07.1942 года | Волховский фронт                                           | 59-я армия        | -          | -          | без 3-го дивизиона в составе 4-й армии |
| 01.08.1942 года | Волховский фронт                                           | 59-я армия        | -          | -          | без 3-го дивизиона в составе 4-й армии |
| 01.09.1942 года | Волховский фронт                                           | 8-я армия         | -          | -          | -                                      |
| 01.10.1942 года | Волховский фронт                                           | 2-я ударная армия | -          | -          | -                                      |
| 01.11.1942 года | Волховский фронт                                           | 4-я армия         | -          | -          | -                                      |
| 01.12.1942 года | Волховский фронт                                           | 4-я армия         | -          | -          | -                                      |
| 01.01.1943 года | Волховский фронт                                           | 4-я армия         | -          | -          | -                                      |
| 01.02.1943 года | Волховский фронт                                           | -                 | -          | -          | -                                      |
| 01.03.1943 года | Волховский фронт                                           | 54-я армия        | -          | -          | -                                      |
| 01.04.1943 года | Волховский фронт                                           | 8-я армия         | -          | -          | -                                      |
| 01.05.1943 года | Волховский фронт                                           | -                 | -          | -          | -                                      |
| 01.06.1943 года | Волховский фронт                                           | -                 | -          | -          | -                                      |
| 01.07.1943 года | Волховский фронт                                           | -                 | -          | -          | -                                      |
| 01.08.1943 года | Волховский фронт                                           | 8-я армия         | -          | -          | -                                      |
| 01.09.1943 года | Волховский фронт                                           | 8-я армия         | -          | -          | -                                      |
| 01.10.1943 года | Волховский фронт                                           | 8-я армия         | -          | -          | -                                      |
| 01.11.1943 года | Волховский фронт                                           | 8-я армия         | -          | -          | -                                      |
| 01.12.1943 года | Волховский фронт                                           | 8-я армия         | -          | -          | -                                      |
| 01.01.1944 года | Волховский фронт                                           | 8-я армия         | -          | -          | -                                      |
| 01.02.1944 года | Волховский фронт                                           | 54-я армия        | -          | -          | -                                      |
| 01.03.1944 года | Ленинградский фронт                                        | 8-я армия         | -          | -          | -                                      |
| 01.04.1944 года | Ленинградский фронт                                        | 23-я армия        | -          | -          | -                                      |
| 01.05.1944 года | Ленинградский фронт                                        | 23-я армия        | -          | -          | -                                      |
| 01.06.1944 года | Ленинградский фронт                                        | 23-я армия        | -          | -          | -                                      |
| 01.07.1944 года | Ленинградский фронт                                        | 21-я армия        | -          | -          | -                                      |
| 01.08.1944 года | Ленинградский фронт                                        | 21-я армия        | -          | -          | -                                      |
| 01.09.1944 года | Ленинградский фронт                                        | 21-я армия        | -          | -          | -                                      |
| 01.10.1944 года | Ленинградский фронт                                        | 23-я армия        | -          | -          | -                                      |
| 01.11.1944 года | Ленинградский фронт                                        | 23-я армия        | -          | -          | -                                      |
| 01.12.1944 года | Ленинградский фронт                                        | -                 | -          | -          | -                                      |
| 01.01.1945 года | Ленинградский фронт                                        | 23-я армия        | -          | -          | -                                      |
| 01.02.1945 года | Ленинградский фронт                                        | 23-я армия        | -          | -          | -                                      |
| 01.03.1945 года | Ленинградский фронт                                        | 23-я армия        | -          | -          | -                                      |
| 01.04.1945 года | Ленинградский фронт                                        | 23-я армия        | -          | -          | -                                      |
| 01.05.1945 года | Ленинградский фронт                                        | 23-я армия        | -          | -          | -                                      |

### Командиры полка
- Колесов Александр Алексеевич[4] (24.01.1942 —), гвардии подполковник;
- Соловьёв, Василий Петрович (1943), гвардии подполковник;
- Титарь Емельян Акимович, гвардии полковник

## Награды и наименования
| Награда (наименование)             | Дата награждения                                                                | За что получена |
| ---------------------------------- | ------------------------------------------------------------------------------- | --- |
| Почётное звание «Гвардейский»      | присвоено приказом Народного комиссара обороны СССР № 18 от 24 января 1942 года | за проявленную отвагу в боях за отечество с немецкими захватчиками, за стойкость, мужество, дисциплину и организованность, за героизм личного состава                                         |
| Почётное наименование «Любаньский» | присвоено приказом Верховного главнокомандующего № 013 от 29 января 1944 года   | за отличия в боях с немецкими захватчиками за освобождение города Тосно и города Любань |
| Орден Красного Знамени             | награждён указом Президиума Верховного Совета СССР от 1 января 1942 года        | за образцовое выполнение боевых заданий командования на фронте борьбы с немецкими захватчиками и проявленные при этом доблесть и мужество, по преемственности от 881-го артиллерийского полка |

## Память
- 23 февраля 1967 года на фасаде школы № 37 города Иваново, улица полка Нормандия-Неман, дом 80, установлена памятная табличка с надписью «Здесь 7 мая 1941 г. формировался 8-й гвардейский Краснознамённый Любаньский артиллерийский полк прошедший в период Великой Отечественной войны 1941—1945гг славный боевой путь от станции Кириши до города Выборга»[8]. В 2015 году, в преддверии 70-летнего юбилея Великой Победы, средней школе № 37 присвоено почётное наименование 8-го Гвардейского Краснознамённого Любаньского пушечного артиллерийского полка[9].